# Alimpiu Barbulovici
Alimpiu Barbulovici (n. 6 august 1834, Chilioara — d. 10 decembrie 1914, Bocșa, Sălaj) a fost un protopop greco-catolic și vicar foraneu al Vicariatului Silvaniei, publicist, președintele al Reuniunii Învățătorilor Români Sălăjeni și al ASTRA din Comitatul Sălaj. 

## Familia
Tatăl său, Alexandru (1807-19 ianuarie 1869), născut în comuna Crăciunel de lângă Blaj, a fost prieten cu vicarul Silvaniei Isidor Alimpiu (1824-1835). Acesta i-a făcut vicarului o vizită la Șimleu Silvaniei în vara lui 1830. La sfatul său s-a căsătorit cu fiica preotului din Prodănești în 1831. În anul următor a fost hirotonit preot pentru parohia Chilioara, unde a păstorit timp de 38 de ani, fiind o vreme și protopop de Oarța de Jos. În timpul păstoririi sale în localitatea Chilioara, conform recensământului din Transilvania, în anul 1850 localitatea avea 609 suflete, din care 603 greco-catolici și 6 reformați. Pr. Alexandru Barbolovici a avut 4 feciori și 3 fete: Alexandru, mare proprietar în Chilioara, decedat la vârsta de 62 de ani; Alimpiu, vicarul foraneu de Șimleu; Isidor, preot în Vârșolț, decedat în 1872 la numai 30 de ani de viată și 6 de preoție; despre al patrulea fecior nu se știe nimic; despre cele trei fete, Sofia, Ana și Iustina, nu se cunosc alte date.

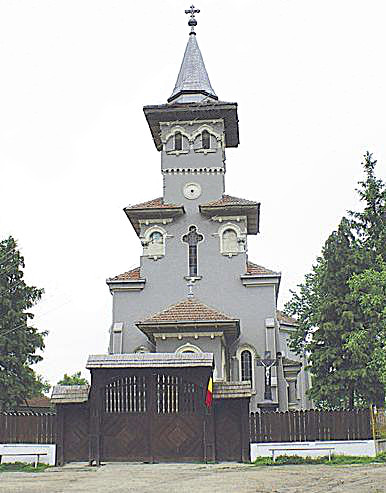
Mausoleul lui Barbulovici se află în Biserica greco-catolică din Bocșa

## Studiile
A urmat cursurile gimnaziului călugărilor minoriți din Șimleu Silvaniei. La 1 septembrie 1850 a fost înscris în clasa a VII-a la Gimnaziul Piarist din Cluj, iar la 14 septembrie 1852 a fost trimis de Alexandru Sterca-Șuluțiu pentru completarea studiilor gimnaziale, la Trnava (astăzi în Slovacia). După terminarea gimnaziului a fost trimis tot de mitropolitul Alexandru Sterca-Șuluțiu la Seminarul Central din Budapesta, pentru a studia teologia. În 1858 s-a întors de la Budapesta și a fost numit oficiant în Cancelaria Diecezană de la Gherla, cu perspective de a ajunge profesor de teologie. Nu a acceptat însă cariera didactică, drept pentru care în vara anului 1859 a fost numit preot în comuna Borșa, Cluj. Barbulovici a făcut parte din pătura preoțimii fără avere. A fost membru în senatul scolastic din Comitatul Dăbâca. În anul 1861 a fost invitat la Congresul Național al Astrei de la Sibiu, la care însă nu se știe dacă a participat.
La 6 septembrie 1873 episcopul de Gherla îl numeste pe A. Barbulovici vicar al Silvaniei, paroh al Șimleului, protopop de Crasna si Valcău. La fel ca si Demetriu Coroianu, a fost și el președinte al Departamentului Astrei din Silvania, cele două adunări generale ale Astrei din 1878 si 1908 de la Șimleu având loc sub conducerea sa. În 1871 a fost ales președintele Despărțământului Astrei din Sălaj. În calitate de președinte a organizat douã adunãri generale la Șimleu: prima în 6 august 1878, iar a doua în 6 august 1908. La 15 mai 1874 a fost ales și presedinte al Reuniunii Învățătorilor Români Sălăjeni, funcție pe care a îndeplinit-o timp de 11 ani. Din 1881 a fost membru fondator si membru de încredere al Reuniunii Femeilor Române Sălăjene, din 1888 a fost membru fondator și primul președinte al Institutului de Credit și Economii „Silvana”, membru pe viață al Societății pentru crearea unui fond de teatru românesc. În locuința sa din Șimleu s-a hotarât cine să facă parte din delegația ce avea sa ducă Memorandul românilor la Viena în 1892. Tot în vremea păstoririi lui Barboloviciu, în 1893, Biserica greco-catolică din Șimleu Silvaniei a fost pictată și i s-a pus iconostas. Alimpiu Barboloviciu a fost cel mai longeviv în funcția de vicar foraneu al Sălajului (1873-1913); i-a urmat în funcție Alexandru Ghetie (1914-1922). A ținut o corespondență continuă cu George Barițiu și cu alte personalități ale vremii. A colaborat la mai multe publicații: „Sionul Român”, „Amvonul”, „Foaia bisericească, literară și scolastică” etc.
Barboloviciu a avut 3 copii : Virgil sub-judecator ; Cornel masinist; Simion teolog - la Gherla. Sotia sa, membra activa în comitetul Reuniunii Femeilor Salajene, a decedat la 27 iunie 1896. Pe 19 ianuarie 1914 vicarul Silvaniei se retrage la Bocșa, Sălaj, unde fiul sau Simion Barbulovici era preot. Cu aceasta ocazie s-a făcut o ceremonie la casa vicariala din Șimleu, în cinstea lui. O pneumonie l-a rapus în ziua de 10 decembrie 1914. Trupul sau a fost asezat în curtea de la biserica de lemn din Bocșa, lângă mormântul lui Simion Bărnuțiu. În 1948 rămășițele lui Barboloviciu au fost mutate în interiorul mausoleului din Biserica Greco Catolică din Bocșa.

## Onoruri
- Strada Alimpiu Barbulovici din Zalău